# Катанов, Евгений Степанович
Евгений Степанович Катанов (1 января 1948, Сергач, Горьковская область  – 8 октября 2018, Чебоксары, Чувашская Республика)  – советский и российский врач-хирург, доктор медицинских наук.

## Биография
Родился в г. Сергаче Нижегородской области 01.01.1948 г.
- 1972 г.  – окончание Казанского медицинского института;
- 1972-1973 гг.  – интернатура в Первой Чебоксарской городской больнице им. П.Н. Осипова;
- 1973-1978 гг.  – хирург, заведующий хирургическим отделением в Аликовской ЦРБ Чувашской АССР;
- 1978-1990 гг.  – ассистент, доцент кафедры госпитальной хирургии ЧГУ им. И.Н. Ульянова;
- 1990-1995 гг.  – главный внештатный хирург Минздрава Чувашии;
- 1990-2013 гг.  – заведующий кафедрой общей хирургии в ЧГУ им. И.Н. Ульянова, профессор;
- 1993-1998 гг.  – главный редактор «Медицинского журнала» Чувашии;
- 2013-2016 гг.  – заведующий кафедрой общей и детской хирургии в ЧГУ им. И.Н. Ульянова, профессор;
- 2016-2018 гг.  – заведующий кафедрой общей хирургии и онкологии в ЧГУ им. И.Н. Ульянова, профессор.

## Научная и педагогическая деятельность
Внес большой вклад в становление кафедры общей хирургии и онкологии, и в целом, медицинского факультета ЧГУ им. И.Н. Ульянова. Евгений Степанович  – участник открытия в Чебоксарах Института усовершенствования врачей, а также формирования кафедры хирургии при институте. Несомненна его заслуга в развитии абдоминальной хирургии в Чувашии.
Докторскую диссертацию защитил в 2000 г. на тему «Острый послеоперационный панкреатит». Основное направление научных исследований и практических работ – хирургическое лечение заболеваний поджелудочной железы, желудка, селезёнки. Автор 200 научных работ, в том числе 3 монографий, 11 патентов на изобретения. Подготовил двух кандидатов медицинских наук.

## Значимые работы
Монографии
- ТРАВМАТИЧЕСКИЕ РАЗРЫВЫ И ИНТРАОПЕРАЦИОННЫЕ ПОВРЕЖДЕНИЯ СЕЛЕЗЕНКИ (Катанов Е.С., Алексеев В.С. Чебоксары, 2004. 268 с.)
- ОСТРЫЙ ПОСЛЕОПЕРАЦИОННЫЙ ПАНКРЕАТИТ (Катанов Е.С. Чебоксары, 2000. 602 с.)
- РЕЗЕКЦИЯ ПОДЖЕЛУДОЧНОЙ ЖЕЛЕЗЫ (Волков В.Е., Катанов Е.С. Саранск, 1990. 132 с.)

Изобретения
- УГЛОМЕР-ЛИНЕЙКА ДЛЯ ОПРЕДЕЛЕНИЯ ПОКАЗАТЕЛЕЙ ХИРУРГИЧЕСКОГО ДОСТУПА  ( Алексеев В.С., Катанов Е.С. Патент на полезную модель RU 1956 U1, 16.04.1996. Заявка № 94026977/14 от 15.07.1994.).
- СПОСОБ ЛЕЧЕНИЯ ТРАВМЫ СЕЛЕЗЕНКИ ( Катанов Е.С., Алексеев В.С. Патент на изобретение RU 2073492 C1, 20.02.1997. Заявка № 5036192/14 от 01.04.1992.)
- УСТРОЙСТВО ДЛЯ ФИКСАЦИИ СЕЛЕЗЕНКИ В ОПЕРАЦИОННОЙ РАНЕ ( Алексеев В.С., Катанов Е.С. Патент на изобретение RU 2253388 C1, 10.06.2005. Заявка № 2004100671/14 от 08.01.2004.)
- УСТРОЙСТВО ДЛЯ ПРОВЕДЕНИЯ НАГРУЗОЧНОЙ ПРОБЫ ПРИ ЛЕЧЕНИИ ЗАБОЛЕВАНИЙ АРТЕРИЙ НИЖНИХ КОНЕЧНОСТЕЙ ( Драгунов А.Г., Катанов Е.С. Патент на полезную модель RU 67444 U1, 27.10.2007. Заявка № 2007119919/22 от 28.05.2007.)
- СПОСОБ ЛЕЧЕНИЯ ОБЛИТЕРИРУЮЩИХ ЗАБОЛЕВАНИЙ АРТЕРИЙ НИЖНИХ КОНЕЧНОСТЕЙ (Драгунов А.Г., Катанов Е.С. Патент на изобретение RU 2319492 C2, 20.03.2008. Заявка № 2005139194/14 от 13.12.2005.)
- СПОСОБ ЛЕЧЕНИЯ ДЛИТЕЛЬНО НЕЗАЖИВАЮЩИХ РАН У БОЛЬНЫХ САХАРНЫМ ДИАБЕТОМ (Леонтьев Е.А., Леонтьева Т.Ю., Фомин Н.И., Катанов Е.С. Патент на изобретение RU 2358757 C1, 20.06.2009. Заявка № 2008109460/14 от 11.03.2008.)
- СПОСОБ УШИВАНИЯ КУЛЬТИ ДВЕНАДЦАТИПЕРСТНОЙ КИШКИ (Цыльков Л.В., Катанов Е.С. Патент на изобретение RU 2522967 C2, 20.07.2014. Заявка № 2012132387/14 от 27.07.2012.)
- СПОСОБ ЭНДОВАСКУЛЯРНОЙ ЛАЗЕРНОЙ КОАГУЛЯЦИИ БОЛЬШОЙ ПОДКОЖНОЙ ВЕНЫ С ВАРИКОЗНОЙ ТРАНСФОРМАЦИЕЙ (Катанов Е.С., Еремина Т.Н., Семенов А.В. Патент на изобретение RU 2554379 C1, 27.06.2015. Заявка № 2014112848/14 от 02.04.2014.)
- УСТРОЙСТВО ДЛЯ ИССЛЕДОВАНИЯ ГЕРМЕТИЧНОСТИ КУЛЬТИ ПЕЧЕНИ ПОСЛЕ ОПЕРАТИВНОГО ВМЕШАТЕЛЬСТВА В ЭКСПЕРИМЕНТЕ ( Краснова А.В., Анюров С.А., Катанов Е.С. Патент на полезную модель RU 153972 U1, 10.08.2015. Заявка № 2014153811/14 от 29.12.2014.)
- МЕДИЦИНСКИЙ КЛЕЙ (Краснова А.В., Анюров С.А., Катанов Е.С., Кузьмин М.В. Патент на изобретение RU 2583936 C1, 10.05.2016. Заявка № 2014146546/15 от 19.11.2014.)
- СПОСОБ ЛЕЧЕНИЯ ЭРИМАТОЗНОЙ ФОРМЫ РОЖИСТОГО ВОСПАЛЕНИЯ ( Дмитриев Г.В., Катанов Е.С., Маркизова Е.В. Патент на изобретение RU 2649963 C1, 05.04.2018. Заявка № 2016140281 от 12.10.2016.)

Статьи
- Катанов Е.С., Алексеев В.С. ОСТРЫЙ ПАНКРЕАТИТ ПОСЛЕ ЛАПАРОСКОПИЧЕСКОЙ ХОЛЕЦИСТЭКТОМИИ. Эндоскопическая хирургия. 1999; 5. № 2: 26.
- Алексеев В.С., Канаков А.С., Малов А.Г., Катанов Е.С., Николаев С.Н., Платонов А.А. УСПЕШНОЕ ЛЕЧЕНИЕ НАТАЛЬНОЙ ТРАВМЫ СЕЛЕЗЕНКИ. Хирургия. Журнал им. Н.И. Пирогова. 2007; №10: 63.
- Алексеев В.С., Катанов Е.С., Алексеев С.В. РАЗВИТИЕ ОСТРОГО ПОСЛЕОПЕРАЦИОННОГО ПАНКРЕАТИТА ПРИ ЛЕЧЕНИИ ТРАВМЫ СЕЛЕЗЕНКИ. Хирургия. Журнал им. Н.И. Пирогова. 2009; №6: 17-21.
- Катанов Е.С., Анюров С.А., Москвичев Е.В., Краснова А.В. БИЛИАРНЫЕ ОСЛОЖНЕНИЯ ПОСЛЕ ХОЛЕЦИСТЭКТОМИИ. ASTRA MEDICA. Archaeology, Ethnology and Anthropology of Eurasia. 2016; №1: 14.

## Награды
- Заслуженный врач Чувашской Республики (2008).